# Plagithmysus debilis
Plagithmysus debilis là một loài bọ cánh cứng trong họ Cerambycidae.